# Lanece Clarke
Lanece Clarke (sinh ngày 4 tháng 11 năm 1987) là một vận động viên chạy nước rút người Bahamas. Cô đã tham gia cuộc thi tiếp sức 4 × 400 mét tại Giải vô địch thế giới 2013 và 2015 mà không đủ điều kiện cho trận chung kết.

## Giải đấu quốc tế
| Năm                      | Giải đấu                                                  | Địa điểm                           | Thứ hạng                 | Nội dung                 | Chú thích                |
| Representing the Bahamas | Representing the Bahamas                                  | Representing the Bahamas           | Representing the Bahamas | Representing the Bahamas | Representing the Bahamas |
| ------------------------ | --------------------------------------------------------- | ---------------------------------- | ------------------------ | ------------------------ | ------------------------ |
| 2003                     | CARIFTA Games (U17)                                       | Port of Spain, Trinidad and Tobago | 3rd                      | 4 × 400 m relay          | 3:53.86                  |
| 2005                     | CARIFTA Games (U20)                                       | Bacolet, Trinidad và Tobago        | 5th                      | 200 m                    | 24.41                    |
| 2005                     | CARIFTA Games (U20)                                       | Bacolet, Trinidad và Tobago        | 8th                      | 400 m                    | 58.84                    |
| 2006                     | Central American and Caribbean Junior Championships (U20) | Port of Spain, Trinidad            | 2nd                      | 4 × 100 m relay          | 45.71                    |
| 2006                     | Central American and Caribbean Junior Championships (U20) | Port of Spain, Trinidad            | 4th                      | 4 × 400 m relay          | 3:49.74                  |
| 2006                     | World Junior Championships                                | Beijing, China                     | 11th (h)                 | 4 × 100 m relay          | 45.41                    |
| 2011                     | Central American and Caribbean Championships              | Mayagüez, Puerto Rico              | 11th (h)                 | 400 m                    | 54.32                    |
| 2013                     | Central American and Caribbean Championships              | Morelia, Mexico                    | 11th (h)                 | 400 m                    | 54.38                    |
| 2013                     | Central American and Caribbean Championships              | Morelia, Mexico                    | 3rd                      | 4 × 400 m relay          | 3:36.41                  |
| 2013                     | World Championships                                       | Moscow, Russia                     | 13th (h)                 | 4 × 400 m relay          | 3:32.91                  |
| 2014                     | IAAF World Relays                                         | Nassau, Bahamas                    | 2nd (B)                  | 4 × 400 m relay          | 3:31.71                  |
| 2014                     | Commonwealth Games                                        | Glasgow, United Kingdom            | 29th (h)                 | 400 m                    | 55.24                    |
| 2014                     | Commonwealth Games                                        | Glasgow, United Kingdom            | 7th                      | 4 × 400 m relay          | 3:34.86                  |
| 2015                     | Pan American Games                                        | Toronto, Canada                    | 12th (h)                 | 400 m                    | 54.33                    |
| 2015                     | Pan American Games                                        | Toronto, Canada                    | 5th                      | 4 × 400 m relay          | 3:31.60                  |
| 2015                     | NACAC Championships                                       | San José, Costa Rica               | 11th (h)                 | 400 m                    | 53.41                    |
| 2015                     | NACAC Championships                                       | San José, Costa Rica               | 3rd                      | 4 × 400 m relay          | 3:31.80                  |
| 2015                     | World Championships                                       | Beijing, China                     | 10th (h)                 | 4 × 400 m relay          | 3:28.46                  |
| 2016                     | Olympic Games                                             | Rio de Janeiro, Brazil             | 11th (h)                 | 4 × 400 m relay          | 3:26.36                  |
| 2017                     | World Championships                                       | London, United Kingdom             | –                        | 4 × 400 m relay          | DNF                      |

## Thành tích cá nhân tốt nhất
Ngoài trời
- 100 mét - 11,74 (+0,2   m / s, Edwardsville 2008)
- 200 mét - 23,41 (Nassau 2014)
- 400 mét - 52,43 (Nassau 2014)

Trong nhà
- 200 mét - 23,86 (Birmingham, AL 2014)
- 400 mét - 53,40 (Blacksburg 2014)